# Thrissops
Thrissops är ett utdött släkte av äkta benfiskar, som levde under juraperioden och kritaperioden. Dess fossil är kända på grund av Solnhofen Plattenkalkis formationen (en speciell formation i kalksten efter fossillämningar).

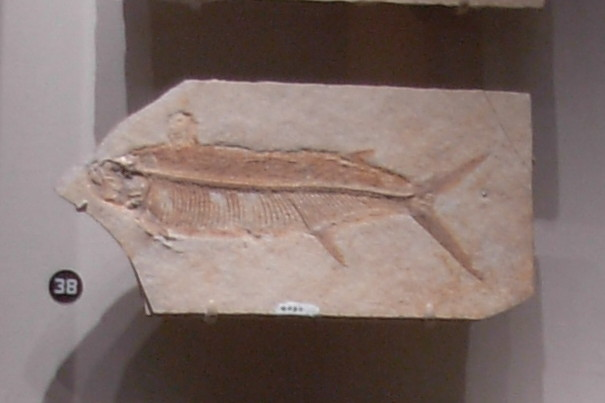
Thrissops subovatus

Thrissops var snabba rovdjursfiskar som kunde bli 60 cm långa och levde på att äta andra benfiskar. De hade en strömlinjeformad kropp med en djup klyfta på stjärtfenan och hade en väldigt liten bukfena. Thrissops var besläktad med jätten Xiphactinus och kan ha varit en förfäder till dagens Osteoglossiformes, den mest primitiva gruppen av levande  benfiskar, vilket innefattar arapaiman.